# Station Lniano
Station Lniano is een spoorwegstation in de Poolse plaats Lniano.